# Profeție
Profeția este un mesaj pretins a fi comunicat de către divinitate unui profet. Astfel de mesaje implică, de obicei, inspirația, interpretarea sau revelația voinței divine în ceea ce privește lumea socială a profetului și evenimentele care urmează să aibă loc (aici apare conceptul de cunoaștere divină). Toate culturile antice cunoscute au avut profeți care au rostit profeții.

## Etimologie
Substantivul englez „prophecy“ (profeție), în sensul de „funcția unui profet“ a apărut aproximativ în anul 1225, din franceza veche profecie (secolul 12), și de la prophetia, în greacă propheteia „darul de a interpreta voia lui Dumnezeu“, derivat din grecescul prophetes (vezi profetul). Sensul aferent, „lucru rostit sau scris de către un profet”, datează din c. 1300, în timp ce verbul „a profetiza” este consemnat până în 1377. 

## Definiții

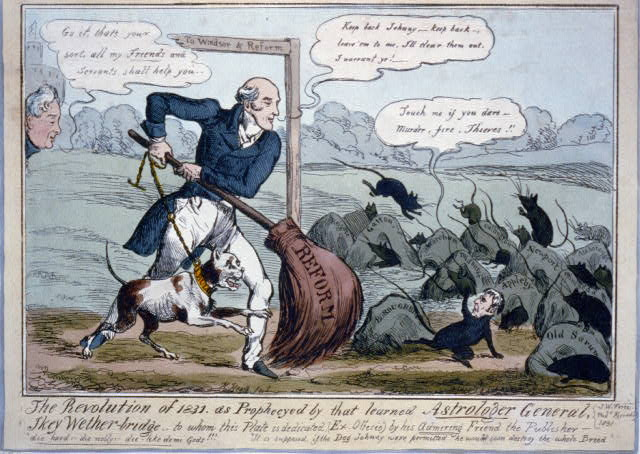
Revoluția din 1831. După cum a profețit astrologul erudit, generalul Ikey Wether-Bridge

- Maimonide a sugerat că „profeția este, în adevăr și realitate, o emanație transmisă de Ființa divină prin intermediul Intelectului activ, în primul rând facultății raționale a omului, și apoi facultății sale imaginative ”. [2]
- Perspectiva lui Maimonide se raportează strâns la definiția lui Al-Fârâbî, care a dezvoltat teoria profeției în Islam. [3]
- O mare parte din activitatea profeților din Vechiul Testament a implicat avertizări condiționate, mai degrabă decât viitorul statornic. [4] O sinteză a unei formule profetice standard din Vechiul Testament ar fi: Pocăiți-vă de păcatul X și întoarceți-vă la dreptate, altfel va avea loc consecința Y.
- Sfântul Pavel pune accent pe edificare, îndemn și mângâiere într-o definiție a profetizării. [5]
- Enciclopedia Catolică definește o concepție creștină a profeției ca fiind „înțeleasă în sensul său strict, aceasta înseamnă cunoașterea evenimentelor viitoare înainte să aibă loc, deși se poate aplica uneori la evenimente din trecut despre care nu există reminiscență, și să prezinte lucrurile ascunse care nu pot fi cunoscute prin lumina naturală a rațiunii ”. [6]
- Potrivit ezoteristului occidental Rosemary Guiley, clarviziunea a fost folosită ca locțiitoare pentru „divinitate, profeție și magie”. [7]
- Din punct de vedere sceptic, există o maximă latină: „profeția scrisă după fapte” (vaticinium ex eventu). [8] Tora evreiască a abordat deja subiectul falsului profet (Deuteronom 13:2-6, 18:20-22). [9]

## Credința Bahá'í
În 1863, Bahá'u'lláh, cel care a pus bazele Credinței Bahá'í, susținea că reprezintă figura mesianică promisă a tuturor religiilor anterioare, și o Manifestare a lui Dumnezeu,  un profet al scrierilor Bahá'í care servește drept intermediar între umanitate și divinitate, și care vorbește cu vocea unui zeu.  Bahá'u'lláh a afirmat că, în timp ce se afla în închisoare în Siyah-Chal în Iran, el a avut parte de o serie de experiențe mistice, având inclusiv o viziune a Fecioarei din Rai (Maid of Heaven), care i-a spus despre misiunea sa divină și despre promisiunea sprijinului divin.  În credința Bahá'í, Fecioara din Rai este o reprezentare a divinului. 

## Budismul
Haedong Kosung-jon (Biografiile Înalților Călugări) spune că regele Beopheung din Silla a dorit să promulge budismul ca religie de stat. Cu toate acestea, oficialii din curtea lui s-au opus. În cel de-al paisprezecelea an al domniei sale, Ichadon, „Marele Secretar” al lui Beopheung, a conceput o strategie pentru a învinge opoziția instanței. Ichadon a complotat împreună cu regele, convingându-l să facă o proclamație care să oficializeze budismul în stat, folosind sigiliul regal. Ichadon i-a spus regelui să nege că a făcut o astfel de proclamație atunci când oficialii opozanți o vor primi și vor cere o explicație. În schimb, Ichadon va mărturisi și va accepta pedeapsa executării, pentru ceea ce ar fi repede văzut ca un fals. Ichadon i-a profețit regelui că, la executarea sa, o minune extraordinară va convinge facțiunea adversă de puterea budismului. Planul lui Ichadon a funcționat, iar oficialii opozanți au fost păcăliți. Când Ichadon a fost executat în a 15-a zi din luna a noua a anului 527, profeția acestuia s-a împlinit; pământul s-a cutremurat, soarele s-a întunecat, flori frumoase au căzut din cer, capul tăiat a zburat către munții sacri Geumgang, iar în loc de sânge, lapte a țâșnit la 100 de metri în aer din cadavrul său decapitat. Omagiul a fost acceptat de oficialii instanțelor opozante ca o manifestare a aprobării cerului, iar budismul a devenit religia de stat în 527 

## China
În chineza antică, textele profetice erau cunoscute sub denumirea de Chen (谶); cea mai renumită profeție chineză fiind Tui bei tu (推背圖).

## Creștinismul
Noul Testament descrie profeția ca fiind unul dintre darurile spirituale date de Duhul Sfânt [Romani 12:6]. Astfel, mulți creștini cred că darul profeției este capacitatea supranaturală de a primi și de a transmite un mesaj din partea lui Dumnezeu. Scopul mesajului poate fi „edificarea, îndemnul și mângâierea” membrilor Bisericii. În acest context, nu toate profețiile conțin predicții despre viitor. Apostolul Pavel învață în Prima epistolă către Corinteni că profeția este un câștig pentru întreaga Biserică și nu doar pentru cel care manifestă darul. [1 Cor. 14:22] 
Potrivit lui Walter Brueggemann, sarcina slujirii profetice (creștine) este aceea de a hrăni, de a crește și de a evoca o conștiință și o percepție alternativă conștiinței și percepției culturii dominante.  O formă recunoscută de profeția creștină este „drama profetică” descrisă de către Frederick Dillistone drept „îmbinarea metaforică a situațiilor din prezent cu evenimentele viitoare”. 

### Creștinismul de mai târziu
Iustin Martirul a susținut în Dialog cu Trypho că profeții nu se mai găseau printre israelieni, ci se aflau în Biserică. Păstorul lui Herma, scris la jumătatea secolului al II-lea, descrie modul în care profeția era folosită în cadrul bisericii din acea vreme. Irineu confirmă existența unor astfel de daruri duhovnicești în opera sa Împotriva ereziilor. Deși unii comentatori moderni susțin că Montanus a fost respins deoarece a pretins că este un profet, o examinare mai atentă a istoriei arată că darul profeției era încă recunoscut pe vremea lui Montanus, și că acesta era controversat din cauza modului în care a profețit și din cauza doctrinelor pe care le-a propagat. 
Profeția și celelalte daruri duhovnicești au fost oarecum recunoscute mai rar de-a lungul istoriei bisericești. Până la adepții Legămintelor Scoțiene, precum Profetul Peden și John Wishart, existau puține exemple ale darurilor profetice și ale altor daruri. Din 1904 până în 1906, a avut loc Renașterea străzii Azusa în Los Angeles, California, iar aceasta este uneori considerată locul nașterii Penticostalismului . Această renaștere este bine cunoscută pentru „vorbirea în limbi” care a avut loc acolo. Se pretinde că unii participanți la Renașterea Străzii Azusa au profețit. Penticostalii cred că profeția și alte daruri sunt din nou date creștinilor. Mișcarea Carismatică acceptă, de asemenea, daruri spirituale precum vorbirea în limbi și profeția. 
Din 1972, Biserica neo-Penticostală a lui Dumnezeu Ministerul lui Isus Hristos Internațional și-a exprimat credința în profeție. Biserica susține că acest dar se manifestă printr-o persoană (profetul) care pune mâna pe o altă persoană, care primește un mesaj individual spus de profet. Se consideră că profeții sunt folosiți de Duhul Sfânt drept instrumente prin care Dumnezeu își exprimă promisiunile, sfaturile și poruncile. Biserica susține că oamenii primesc mesaje legate de viitorul lor, sub forma unor promisiuni date de Dumnezeu, ce se așteaptă a fi împlinite prin acțiunea divină. 
În 1994, Noua Reformă Apostolică Profetică și-a făcut apariția în mare parte datorită influenței renașterilor ce au avut loc în Toronto, Brownsville și Kansas City. Împreună cu vorbirea în limbi și profeția Mișcării Carismatice, Reforma Profetică s-a distins de mișcările din trecut cu convulsii fizice, suspine, observarea prafului de aur, a „norilor de glorie” și a nestematelor care (se presupune) cădeau din cer. 

### Mișcarea Sfinților din Zilele din Urmă
Mișcarea Sfinților din Zilele din Urmă susține că primul său profet, Joseph Smith, a fost vizitat de către Dumnezeu și de către Hristos în anul 1820. Sfinții din Zilele din Urmă mai afirmă că Dumnezeu a comunicat direct cu Joseph Smith în multe ocazii ulterioare, și că după moartea lui Joseph Smith Dumnezeu a continuat să vorbească prin profeții care au urmat. Joseph Smith pretinde că un înger l-a condus pe un deal mare din New York, unde i s-a arătat un manuscris antic gravat pe plăci de metal de aur. Joseph Smith a susținut că a tradus acel manuscris în engleza modernă sub inspirație divină prin harul și puterea lui Dumnezeu, iar publicarea acestei traduceri este cunoscută sub numele de Cartea lui Mormon. 
După ce Smith a fost ucis, a apărut o criză succesorală care a avut drept rezultat o schismă mare. Majoritatea Sfinților din Zilele din Urmă a crezut că Brigham Young va fi profetul următor și l-a urmat în Utah, în timp ce o minoritate s-a întors în Missouri cu Emma Smith, crezând că fiul lui Joseph Smith Junior, Joseph Smith III, va fi următorul profet legitim (formând Biserica Reorganizată a lui Isus Hristos a Sfinților din Zilele din Urmă, acum Comunitatea lui Hristos). Încă de dinainte să moară Joseph Smith în 1844, au existat numeroase secte separatiste ale Sfinților din Zilele din Urmă, care s-au despărțit de Biserica lui Isus Hristos a Sfinților din Zilele din Urmă. Până în prezent, există un număr necunoscut de organizații în cadrul Mișcării Sfinților din Zilele din Urmă, fiecare având propriul profet. 
Biserica lui Isus Hristos a Sfinților din Zilele din Urmă este cel mai mare organism al Sfinților din Zilele din Urmă. Actualul profet/președinte al acestei biserici este Russell M. Nelson. Biserica, de la moartea lui Joseph Smith din 27 iunie 1844, a considerat că președintele bisericii lor este, de asemenea, un profet literal al lui Dumnezeu și singurul profet adevărat de pe pământ. Biserica mai susține că alte revelații presupuse a fi date prin Joseph Smith sunt publicate în Doctrină și legăminte, una dintre lucrările standard ale mormonilor. Revelații și profeții suplimentare în afara lucrărilor standard, precum „Profeția calului alb ” a lui Joseph Smith, referitoare la un mare și final război în Statele Unite înainte de a Doua Venire a lui Isus Hristos, pot fi găsite în alte lucrări publicate ale bisericii. 

## Islamul
Termenul arab pentru profeție nubuwwa ( arabă نُبُوَّة ) apare de cinci ori în Coran și provine de la termenul de profeți, nabī (arabă نَبِي ; pl. anbiyāʼ de la nabā „vești, anunțuri”), musulmanii considerându-i legiuitori trimiși de către Dumnezeu fiecărei persoane, aducând mesajul lui Dumnezeu într-o limbă pe care o pot înțelege.   Dar există, de asemenea, termenul rasūl ( arabă رسول „mesager, apostol“) pentru a-i clasifica pe cei care au o revelație divină (arabă رسالة risālah "mesaj") prin intermediul unui înger.   Cunoașterea profeților islamici este unul dintre cele șase articole ale credinței islamice  , menționată în mod specific în Coran.  Alături de Mohamed, mulți dintre profeții iudaismului (precum Noe, Avraam, Moise, Aaron, Ilie etc.) și profeții creștinismului (Adam, preotul Zaharia, Ioan Botezătorul, Isus Hristos) sunt menționați în Coran. 
În ceea ce privește prezicerea evenimentelor, Coranul include versete despre care se crede că au prevăzut multe evenimente cu ani înainte ca acestea să aibă loc, și că profețiile de acest fel sunt o dovadă a originii divine a Coranului. Coranul în sine afirmă că „Pentru fiecare înștiințare există un termen și veți ajunge să cunoașteți”. [Coran 6:67] De asemenea, musulmanii recunosc validitatea unor profeții din alte texte sacre, cum ar fi Biblia; cu toate acestea, ei cred că, spre deosebire de Coran, unele părți ale Bibliei au fost corupte de-a lungul anilor și, ca urmare, nu toate profețiile și versetele din Biblie sunt exacte. 

## Iudaismul

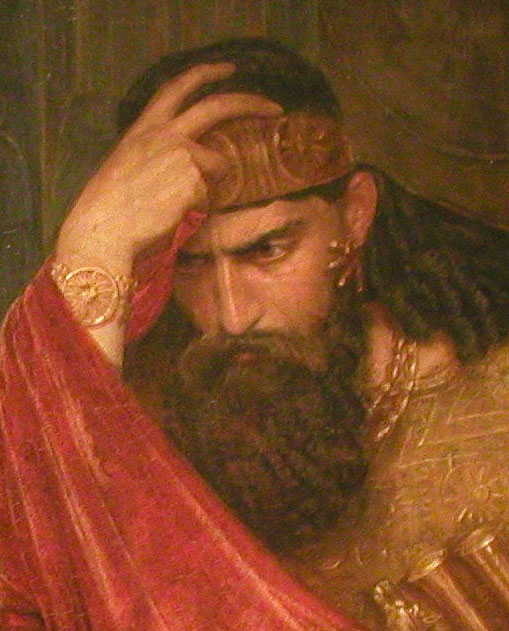
David și Saul, detaliu dintr-o pictură în ulei din 1878, Nationalmuseum (Muzeul Național de Arte Plastice), Stockholm

Termenul ebraic pentru profet, Navi, înseamnă literal „purtător de cuvânt”; profetul le vorbește oamenilor în calitate de purtător de cuvânt al Dumnezeului lor și Îi vorbește lui Dumnezeu în numele poporului. "Numele de profet, din grecescul care înseamnă „prevestitor "(πρὸ fiind folosit în sensul local original), este un echivalent al ebraicului נבוא, care înseamnă propriu-zis un delegat sau purtătorul de cuvânt al altuia." O temă majoră în Nevi'im este justiția socială . Potrivit iudaismului, Nevuah autentică (Ebraică: נבואה, "Profeția") a fost retrasă din lume după distrugerea primului Templu din Ierusalim.  Maleahi este recunoscut ca fiind ultimul profet autentic dacă se acceptă părerea că Neemia a murit în Babilon înainte de ziua a 9-a a lunii Tevet 3448 (313 î.e.n.). 
Tora conține legi cu privire la profetul fals (Deuteronom 13:2-6, 18:20-22). Profeții din Islam, cum ar fi Lot, de exemplu, sunt profeți falși conform standardelor evreiești. 
În Tora, profeția a reprezentat adesea un avertisment condiționat de către Dumnezeul lor cu privire la consecințele care ar avea loc dacă societatea, anumite comunități sau conducătorii lor nu ar respecta instrucțiunile Torei în timpul vieții profetului. Uneori profețiile includeau promisiuni de binecuvântare condiționate pentru ascultarea dumnezeului lor și revenirea la comportamente și legi așa cum era scris în Tora. Profețiile de avertizare condiționate sunt prezentate în toate lucrările evreiești din Tanah. 
Maimonide, în special, a sugerat din punct de vedere filosofic că existau cândva mai multe niveluri de profeție, de la cele mai înalte, cum ar fi cele trăite de Moise, până la cele mai joase, în care indivizii au putut înțelege Voința Divină. Dar aceștia nu au răspuns chemării sau chiar nu au descris această experiență altora, citând drept exemplu: Sem, Eber și, în mod particular, Noe, care, în narațiunea biblică, nu emite declarații profetice. 
Maimonide, în lucrarea sa filozofică Călăuza Rătăciților, conturează 12 moduri de profeție  în funcție de gradul de claritate (de la cel mai mic la cel mai mare): 
1. Acțiuni inspirate
2. Cuvinte inspirate
3. Revelații alegorice în vis
4. Revelații auditive în vis
5. Revelații audiovizuale în vis/vorbitor uman
6. Revelații audiovizuale în vis/vorbitor angelic
7. Revelații audiovizuale în vis/vorbitor divin
8. Viziune alegorică în stare conștientă (treaz)
9. Revelație auditivă în stare conștientă
10. Revelație audiovizuală în stare conștientă/vorbitor uman
11. Revelație audiovizuală în stare conștientă/vorbitor angelic
12. Revelație audiovizuală în stare conștientă/vorbitor divin (care se referă implicit la Moise)

Tanah conține profeții de la diverși profeți evrei (55 în total) care au comunicat mesaje din partea lui Dumnezeu către poporul lui Israel și, mai târziu, către poporul din Iudeea și din alte locuri. Experiența profeției în Tora și în restul Tanahului nu a fost limitată la evrei. Nici experiența profetică nu a fost restrânsă la limba ebraică.

## Profeția la americanii nativi
Există o problemă de verificare a celor mai multe profeții ale americanilor nativi, prin faptul că acestea rămân în primul rând o tradiție orală și, prin urmare, nu există nicio modalitate de a cita referințele locurilor în care scrierile au fost redate pe hârtie. În sistemul acestora, cea mai bună referință este un Bătrân, care reprezintă o magazie a înțelepciunii acumulate în tradiția lor. 
Într-un alt exemplu, se consemnează existența a trei profeți din tribul Dogrib care au pretins că au fost inspirați în mod divin să aducă mesajul Dumnezeului creștinismului în poporul lor.  Această profeție din cadrul tribului Dogrib implică elemente precum dansuri și stări asemănătoare transei. 

## Nostradamus
Profeția ezoterică a fost revendicată pentru, dar nu de către Michel de Nostredame, denumit popular Nostradamus, care a pretins că este un creștin convertit. Se știe că a suferit diverse tragedii în viață și a fost persecutat într-o oarecare măsură din cauza scrierilor sale ezoterice criptice despre viitor, care se presupune că au fost dobândite prin utilizarea unei bile de cristal. Nostradamus a fost un spițer (farmacist) francez și un văzător reputat care a publicat colecții de cunoaștere a evenimentelor viitoare. El este cel mai bine cunoscut pentru cartea Les Propheties („Profețiile”), a cărei primă ediție a apărut în anul 1555. După publicarea acesteia, Nostradamus a atras adepți ezoterici care, împreună cu presa "poporului", l-au creditat cu prezicerea evenimentelor mondiale. Previziunile sale criptice ezoterice au fost, în unele cazuri, asimilate rezultatelor aplicării presupusului cod biblic, precum și altor presupuse opere pseudo-profetice.
Cele mai de încredere surse academice susțin că asocierile făcute între evenimentele mondiale și catrenele lui Nostradamus sunt în mare parte rezultatul unor interpretări greșite sau al unor traduceri greșite (uneori deliberate), sau sunt atât de slabe încât sunt inutile ca dovadă a vreunei puteri predictive reale. Mai mult, niciuna dintre sursele menționate nu oferă dovezi că cineva a deslușit vreodată vreuna dintre lucrările pseudo-profetice ale lui Nostradamus într-un mod suficient de precis pentru a permite identificarea clară a oricărui eveniment în avans. 

## Scepticism
Potrivit scepticilor, multe profeții aparent împlinite pot fi explicate ca fiind coincidențe (eventual ajutate de propria imprecizie a profeției) sau ca fiind efectiv inventate după fapt pentru a se potrivi cu circumstanțele unui eveniment trecut("postdicție”).   
Bill Whitcomb în The Magician's Companion observă, 
Este important de reținut faptul că probabilitatea unui eveniment se schimbă imediat ce există o profeție (sau divinație). . . . Precizia sau rezultatul oricărei profeții sunt modificate de dorințele și devotamentul văzătorului și ale celor care aud profeția. 
Mulți profeți fac un număr mare de profeții. Acest lucru face să crească șansele ca cel puțin una dintre profeții să fie corectă prin ponderea mare a numerelor. 

## Psihologie
În literatura cercetării psihologice fenomenul profeției nu este bine înțeles. Psihiatrul și neurologul Arthur Deikman descrie fenomenul drept o „cunoaștere intuitivă, un tip de percepție care ocolește canalele senzoriale obișnuite și intelectul rațional”. 
„Profeția poate fi asemănată cu o punte între „sinele mistic" individual și „corpul mistic” comunal”, scrie sociologul religios Margaret Poloma .  Profeția pare să implice „asocierea liberă care a avut loc prin activitatea emisferei drepte a creierului”. 
Psihologul Julian Jaynes a sugerat că aceasta este o accesare temporară a minții bicamerale; adică o separare temporară a funcțiilor, astfel încât partea autoritară a minții pare să vorbească cu adevărat persoanei în cauză asemenea unei voci separate (și externe). Jaynes consideră că zeii auziți drept voci în cap erau și sunt asociații ale sistemului nervos central. Potrivit lui Jaynes, Dumnezeu vorbind prin om este un vestigiu mai recent al vorbirii lui Dumnezeu cu omul; produsul unui sine superior mai integrat. Atunci când mintea bicamerală vorbește, nu există introspecție. Pur și simplu experimentăm ce ne spune Domnul să facem. În vremurile anterioare, postulează Jaynes, a existat în plus o componentă vizuală, acum pierdută. 
Autorul Joseph Chilton Pearce, care a scris despre dezvoltarea copiilor și despre conștiință, a remarcat faptul că revelația apare de obicei într-o formă simbolică și „într-o singură sclipire de intuiție”.  El a folosit metafora izbucnirii fulgerului, și a sugerat că revelația este „rezultatul unei acumulări de potențial rezonant”.  Pearce a comparat-o cu pământul care pune o întrebare, și cerul care îi răspunde. Concentrarea, spune acesta, se hrănește cu „un câmp unificat de rezonanță similară (și devine) capabil să atragă și să primească răspunsul câmpului atunci când se formează”. 
Unii citează aspecte ale psihologiei cognitive, precum formarea modelului și atenția la formarea profeției în societatea modernă, dar și declinul influenței religiei în viața de zi cu zi. 